# Шиман Леонід Миколайович
Шиман Леонід Миколайович (нар. 13 жовтня 1959, Шостка, Сумська область, УРСР) — екс-генеральний директор державного підприємства «Науково-виробниче об'єднання „Павлоградський хімічний завод“» (Дніпропетровська область) — головний конструктор ракетних двигунів твердого палива. Герой України.

## Ранні роки
Народився 13 жовтня 1959 року у місті Шостка Сумської області у родині робітників. З четвертого класу займався в двох дитячо-юнацьких спортивних школах, має розряди з легкої і важкої атлетики, кандидат в майстри спорту з волейболу та футболу. Після восьмого класу його вигнали зі школи. Як згадував Шиман, викладачі попросили його не псувати успішність школи «трійками». Через це він вступив до Шосткинського хіміко-технічного технікуму, де отримав спеціалізацію апаратника нітрації нітроцелюлози. У 1985 році закінчив Казанський хіміко-технологічний інститут за спеціальністю «хімія і технологія високомолекулярних сполук» та здобув кваліфікацію інженера-технолога. Там же і познайомився із своєю майбутньою жінкою.

## Професійна діяльність
Після інституту працював на Павлоградському хімічному заводі технологом дільниці, за рік став начальником дільниці, за півтора — заступником начальника цеху з виробництва ступенів стратегічних ракет SS-24, згодом став головним технологом, директором науково-дослідного центру, головним інженером.
З 1999 року — генеральний директор і головний конструктор ракетних двигунів твердого палива Павлоградського хімічного заводу.

## Скандали

### ДТП (2013)
У вересні 2013 року збив людину на пішохідному переході.

### Зловживання службовим становищем (з 2021)
У вересні 2021 року НАБУ та СА повідомили Шиману підозру щодо зловживання службовим становищем на посаді директора Павлоградського хімічного заводу (ПХЗ). За даними слідства, через його дії завод недоотримав 43,3 млн грн доходу. 2011 року були встановлені умови, за яких гірничо-збагачувальні комбінати, як кінцеві споживачі продукції ПХЗ, укладали договори поставки не з самим заводом, а з посередниками — ТОВ «Укрспецхім» та ТОВ "НВП «Зоря». Зокрема, такі договори укладали Криворізький залізорудний комбінат та Центральний гірничо-збагачувальний комбінат. Службовці ПХЗ відмовляли в укладанні прямих договорів на поставку продукції та повідомляли про передачу повноважень реалізації промислових вибухових речовин «дилерам». Таким чином, 43,3 млн грн доходу замість ПХЗ отримали приватні фірми-посередники.
24 травня 2022 року Шиман видав довіреність для представництва його інтересів з питань оформлення та одержання на нього та його дітей паспортів Румунії.
У лютому 2023 року САП скерувала справу Шимана та двох інших осіб до суду.
27 червня 2023 року НАБУ та САП повідомили Шиману про нову підозру у зловживаннях на 28,5 млн грн. За даними слідства, 2016 року він використав службове становище для метою одержання вигоди для американської компанії Petroleum & Materials LLC, а також для себе. Він штучно створив підстави для забезпечення перемоги цієї компанії, зареєстрованої 30.11.2015 в Коммаці округу Саффолк штату Нью-Йорк і яка раніше не вигравала в Україні тендерів, у конкурсних торгах на поставку безшовних труб з легованої сталі для потреб заводу.
Пізніше Шиман підписав з компанією документи щодо 100 % передоплати за контрактом від 10 жовтня 2016 року на $918 тис. Внаслідок цього ПХЗ зазнав збитків на 28,46 млн грн.

### Браковані міни для ЗСУ (2025)
29 квітня 2025 року стало відомо про затримання Шимана співробітниками СБУ у справі щодо бракованих мін калібру 120 мм виробництва ПХЗ, які постачалися бійцям ЗСУ на Авдіївсько-Покровський напрямок для захисту під час російського наступу у 2024 році.
За даними слідства, на початку 2024 року керівництво заводу на чолі з Шиманом уклало договір з Агенцією оборонних закупівель на виготовлення мін калібром 120 мм для Сухопутних військ ЗСУ. Підприємство мало поставити війську гуртові партії, але для серійного виробництва снарядів фігуранти використовували неякісні матеріали та виконували роботи з дефектом. Це призвело до неспрацювання капсуля метального заряду та відсутності стабільної роботи всього порохового заряду. Також до складу боєприпасів входили додаткові метальні заряди, невідповідні стандартам бойового застосування. Організатори таким чином намагалися здешевити виробництво, щоб отримати більший прибуток із держзамовлення.
До схеми керівництво заводу залучило посадовців військового представництва, що мали контролювати якість продукції. Ці чиновники свідомо затвердили неякісні боєприпаси і внесли неправдиві відомості до звітів. Як наслідок, на фронт потрапило 120 тисяч непридатних до використання мін, що було підтверджено висновками фахової експертизи.
1 травня 2025 року Шевченківський суд Києва обрав запобіжний захід Шиману та його першому заступнику Олексію Кириченку — утримання під вартою до 27 червня без застави. СБУ затримала екскерівника одного з військових представництв Міноборони Михайла Шкуренка та очільника групи контролю цього підрозділу Юрія Яреська .

## Політика
2010—2015 — депутат Дніпровської обласної ради від Партії регіонів.

## Державні нагороди
- Звання Герой України з врученням ордена Держави (24 серпня 2013) — за визначний особистий внесок у зміцнення промислового потенціалу України, впровадження високоефективних сучасних технологій виробництва, багаторічну сумлінну працю[1][18]
- Орден «За заслуги» II ст. (2 травня 2018) — за визначний особистий внесок у розвиток оборонно-промислового потенціалу України, створення сучасних зразків ракетного озброєння[19][20]
- Орден «За заслуги» III ст. (21 вересня 2009) — за вагомі особисті заслуги у розвитку вітчизняної промисловості, багаторічну сумлінну працю, високий професіоналізм та з нагоди Дня машинобудівника[21]
- Заслужений працівник промисловості України (10 вересня 2004) — за високий професіоналізм, значний особистий внесок у формування і реалізацію пріоритетних напрямів інноваційної діяльності у хімічній промисловості та з нагоди 75-річчя від дня заснування підприємства[22]